# Флаг Восточного Туркестана
Флаг Восточного Туркестана (уйг. Kökbayraq) был официально принят 12 ноября 1933 года правительством Восточно-Туркестанской Исламской республики, или Республика Уйгурстан, также был официальным флагом Восточно-Туркестанской Республики, в настоящее время используется уйгурами как символ национально-освободительного движения.
Флаг представляет собой полумесяц со звездой, символ ислама и идентичен флагу современной Турции, но с голубым фоном вместо красного. Голубой цвет флага символизирует небо. Пятиконечная белая звезда символизирует пять пальцев на руке или «Единство».
Сейчас Восточный Туркестан входит в состав КНР под названием Синьцзян-Уйгурский автономный район, сам флаг запрещён к использованию властями Китая, так как считается проявлением национального сепаратизма.

Президент Тюркской Республики Восточный Туркестан Ходжа Нияз хаджим на фоне знамён республики, зима 1934 г.

## История

Первый флаг Йеттишара (1865—1873)
Второй флаг Йеттишара (1873—1877)
Вариант флага Шэн Шицая
Флаг Первой республики
Флаг Второй республики
Вариант флага (1944)

## Похожие флаги

Флаг иракских туркмен